# متیو بیرلی
متیو بیرلی (انگلیسی: Mathew Birley؛ زادهٔ ۲۶ ژوئیهٔ ۱۹۸۶) بازیکن فوتبال اهل بریتانیا است.
از باشگاه‌هایی که در آن بازی کرده‌است می‌توان به باشگاه فوتبال لینکولن سیتی، باشگاه فوتبال ووستر سیتی، باشگاه فوتبال بیرمنگام سیتی، باشگاه فوتبال تاموورث، و باشگاه فوتبال سولیهال مورس اشاره کرد.